# Spitalul bântuit
Spitalul bântuit (engleză: Kingdom Hospital, denumit uneori ca Stephen King's Kingdom Hospital) este un serial TV de groază format din 13 episoade și bazat pe serialul lui  Lars von Trier Regatul (daneză: Riget) care a fost dezvoltat în 2004 de către scriitorul american Stephen King într-un serial pentru televiziunea americană.

## Distribuție

### Personalul de la spital
- Andrew McCarthy ca Dr. Hook
- Bruce Davison ca Dr. Stegman
- Meagen Fay ca Dr. Brenda Abelson
- Ed Begley, Jr. ca Dr. Jesse James
- Jamie Harrold ca Dr. Elmer Traff
- Sherry Miller ca Dr. Lona Massingale
- Allison Hossack ca Dr. Christine Draper
- William Wise ca Dr. Louis Traff
- Lena Georgas ca soră medicală Carrie von Trier
- Brandon Bauer ca Abel Lyon
- Jennifer Cunningham - Christa Mendelson
- Julian Richings ca Otto
- Del Pentecost ca Bobby Druse, fiul Mrs. Druse

### Pacienți, din trecut și prezent
- Diane Ladd ca Sally Druse
- Jack Coleman ca Peter Rickman
- Suki Kaiser ca Natalie Rickman, soția lui Peter
- Jodelle Micah Ferland ca Mary Jensen, fantoma fetiței ucise în incendiul din anii 1860 în moara peste care s-a construit spitalul
- Kett Turton ca Paul Morlock
- Richings și Turton ca vocea lui Blondi și respectiv a lui Antubis

### Roluri secundare
- Ron Selmour - Firecracker man
- Zak Santiago Alam - Dr. Sonny Gupta
- Beverley Elliott - soră medicală Brick Bannerman
- Christopher Heyerdahl - Reverend Jimmy Criss
- Antony Holland - Lenny Stillmach
- Michael Lerner - Sheldon Fleischer
- Bill Meilen - Dr. Gottreich
- Claudette Mink - Celeste Daldry
- Ty Olsson - Danny
- Gerard Plunkett - Dr. Richard Shwartzon
- Paul Perri - Frank Schweigen
- Benjamin Ratner - Ollie
- Ryan Robbins - Dave Hoonan
- Alan Scarfe - Dr. Henry Havens
- Jim Shield - Rolf Pedersen
- Emily Tennant - Mona Klingerman
- Janet Wright - soră medicală Liz Hinton

### Vedete invitate
Charles Martin Smith, Wayne Newton, Lorena Gale (Battlestar Galactica), Bruce Harwood (The Lone Gunmen), Evangeline Lilly (Lost), Tygh Runyan (The L Word), Peter Wingfield (Highlander: The Series), Callum Keith Rennie (Due South) Christine Willes (Dead Like Me) și William B. Davis (The X-Files) - vedete invitate ale serialului.

## Episoade
| Nr. episod | Titlu                           | Scenarist                     | Regizor         | Premiera TV     | Data acțiunii        |
| --- | ------------------------------- | ----------------------------- | --------------- | --------------- | -------------------- |
| 1 | „Thy Kingdom Come”              | Stephen King                  | Craig R. Baxley | 3 martie 2004   | 22 octombrie 2003    |
| Rating SUA: 14.04 million US viewers and a 9.8/14 rating/share.                                                                      |                                 |                               |                 |                 |                      |
| 2 | „Death's Kingdom”               | Stephen King                  | Craig R. Baxley | 10 martie 2004  | 22 octombrie 2003    |
| Rating SUA: 8.5 million viewers and a 5.7/10 rating/share                                                                            |                                 |                               |                 |                 |                      |
| 3 | „Goodbye Kiss”                  | Stephen King                  | Craig R. Baxley | 17 martie 2004  | 22 octombrie 2003    |
| Rating SUA: 7.1 million viewers and a 4.9/8 rating/share                                                                             |                                 |                               |                 |                 |                      |
| 4 | „The West Side of Midnight”     | Stephen King                  | Craig R. Baxley | 24 martie 2004  | 23 octombrie 2003    |
| Notă: cunoscut și ca West of Midnight; Christine Willes ca vedetă invitată. Rating SUA: 5.4 million viewers and a 3.8/7 rating/share |                                 |                               |                 |                 |                      |
| 5 | „Hook's Kingdom”                | Stephen King, Richard Dooling | Craig R. Baxley | 31 martie 2004  | 23 octombrie 2003    |
| Rating SUA: 5.1 million viewers and a 3.5/6 rating/share                                                                             |                                 |                               |                 |                 |                      |
| 6 | „The Young and the Headless”    | Richard Dooling               | Craig R. Baxley | 8 aprilie 2004  | 23 octombrie 2003    |
| Rating SUA: 3.7 million viewers and a 2.5/4 rating share                                                                             |                                 |                               |                 |                 |                      |
| 7 | „Black Noise”                   | Richard Dooling               | Craig R. Baxley | 15 aprilie 2004 | 24 octombrie 2003    |
| 8 | „Heartless”                     | Richard Dooling               | Craig R. Baxley | 22 aprilie 2004 | 25 octombrie 2003    |
| Rating SUA: 3.8 million viewers and a 2.6/4 rating/share                                                                             |                                 |                               |                 |                 |                      |
| 9 | „Butterfingers”                 | Stephen King                  | Craig R. Baxley | 29 aprilie 2004 | 26 octombrie 2003    |
| Rating SUA: 2.6 million viewers and a 1.8/3 rating/share                                                                             |                                 |                               |                 |                 |                      |
| 10 | „The Passion of Reverend Jimmy” | Tabitha King, Stephen King    | Craig R. Baxley | 24 iunie 2004   | 27–29 octombrie 2003 |
| Notă: cunoscut și ca On the Third Day. Rating SUA: 3.0 million viewers and a 2.0/3 rating/share.                                     |                                 |                               |                 |                 |                      |
| 11 | „Seizure Day”                   | Richard Dooling               | Craig R. Baxley | 1 iulie 2004    | 29–31 octombrie 2003 |
| Rating SUA: 2.6 million viewers and a 1.8/3 rating/share                                                                             |                                 |                               |                 |                 |                      |
| 12 | „Shoulda Stood in Bed”          | Stephen King                  | Craig R. Baxley | 8 iulie 2004    | 1 noiembrie 2003     |
| Rating SUA: 2.4 million viewers and a 1.6/3 rating/share                                                                             |                                 |                               |                 |                 |                      |
| 13 | „Finale”                        | Stephen King                  | Craig R. Baxley | 15 iulie 2004   | 1 noiembrie 2003     |
| Rating SUA: 3.7 million viewers and a 2.5/5 rating/share                                                                             |                                 |                               |                 |                 |                      |

## Melodii din serial
| Titlu cântec                     | Interpretat de        | Episod                        | Informații suplimentare                                                                                                  |
| -------------------------------- | --------------------- | ----------------------------- | --- |
| "Worry About You"                | Ivy                   | All Episodes                  | Theme song for the series, and heard throughout episodes.                                                                |
| "Red Dragon Tattoo"              | Fountains of Wayne    | Thy Kingdom Come (and Others) | First heard while Peter is jogging.                                                                                      |
| "I'll Be Seeing You"             | Frank Sinatra         | Thy Kingdom Come              | Heard when the wife receives the news of the accident                                                                    |
| "Wee Wee Hours"                  | Chuck Berry           | The West Side of Midnight     | Heard at the start of the episode.                                                                                       |
| "Where's Your Head At"           | Basement Jaxx         | The Young and the Headless    | Played while the headless body searches for his head.                                                                    |
| "Take Me Out to the Ball Game"   | Unknown Artist **     | Butterfingers                 | Sung by many characters including Paul. ** The song was written by Jack Norworth in 1908.                                |
| "Na Na Hey Hey Kiss Him Goodbye" | Steam                 | Goodbye Kiss                  | Sung while operating on suicidal prisoner.                                                                               |
| "Gin and Juice"                  | The Gourds            | Thy Kingdom Come              | Heard while Dr. Stegman is driving to the hospital and the people outside of the mission are taunting him while he parks |
| "Time Has Come Today"            | The Chambers Brothers | Finale                        | Sung during beginning of finale.                                                                                         |
| "I Don't Know Why I Love You"    | Ivy                   | Hook's Kingdom                | Played while Dr. Hook and Dr. Draper are talking in Hook's bedroom.                                                      |

## Distribuție

### Transmisie TV
- Australia: Seven Network / Prime Television / Sci Fi Channel (Australia)
- Argentina: SyFy Channel/ Space
- Belgia: VT4
- Brazilia: AXN
- Canada: ABC
- Chile: RED TV
- Danemarca: TV3
- Finlanda: Nelonen
- Franța: M6
- Germania: Kabel 1
- Grecia : Mega Channel
- Hong Kong: TVB Pearl
- Ungaria: AXN Sci Fi / RTL Klub
- Honduras: SyFy Channel/AXN
- Italia: Italia 1
- Polonia: TVP2 / AXN

## Legături externe
- http://www.cinemagia.ro/filme/stephen-kings-kingdom-hospital-spitalul-bantuit-13826/
- Official website la Wayback Machine.
- Kingdom Hospital series page at BBC.co.uk
- Spitalul bântuit la Allmovie
- Spitalul bântuit la Internet Movie Database
- Spitalul bântuit la TV.com

Format:Craig R. Baxley
Format:American Broadcasting Company